# Лос-Велес (комарка)
Лос-Велес (исп. Comarca de los Vélez)  — район (комарка) в Испании, входит в провинцию Альмерия в составе автономного сообщества Андалусия.

## Муниципалитеты
| Муниципалитет | Население | Площадь км² | Плотность населения чел./км² |
| ------------- | --------- | ----------- | ---------------------------- |
| Чиривель      | 1.845     | 197         | 9,37                         |
| Мария         | 1.532     | 225         | 6,81                         |
| Велес-Бланко  | 2.165     | 441         | 4,91                         |
| Велес-Рубио   | 7.025     | 282         | 24,91                        |